# Enric Benito
Enric Benito Oliver (Palma de Mallorca, 1949) es un médico humanista y oncólogo español, especialista en cuidados paliativos.

## Biografía
Enric nació en Palma de Mallorca (1949). Tras licenciarse en Medicina en la Universidad de Zaragoza (1972), realizó la especialidad de Oncología médica en el hospital Sant Pau (Barcelona, 1976) y se doctoró en Medicina en la Universidad de Barcelona (1990). A los 45 años sufrió un cierto bloqueo que le llevó a replantearse su vida. Decidió dejar la investigación y las publicaciones oncológicas y dedicarse a los cuidados paliativos. Completó su formación médica, realizando un máster en Cuidados Paliativos en la Universidad de Barcelona (2000). Ha sido coordinador de la Unidad de Cuidados Paliativos del hospital Virgen de la Salud y del hospital Joan March en la isla de Mallorca (1999-2009). Coordinador del Programa Autonómico de Cuidados Paliativos de las Islas Baleares (2010-2017) y coordinador del Grupo de Espiritualidad SECPAL (2006-2015). Es profesor invitado en varias universidades españolas, portuguesas y de América Latina.
Enric, que ha estudiado el tema de la muerte, sostiene que el proceso de morir “está muy bien organizado” y que “no somos seres humanos que tenemos una experiencia espiritual. Somos seres espirituales que tenemos una experiencia humana”. Hay que ver la muerte como un proceso que hay que educar y preparar: “Morir es normal y, además, es seguro. No es más que una parte de la vida y, si llegas bien vivido, vas a morir bien”.
Después de atender a más de 5000 pacientes en fase terminal, se muestra convencido de la necesidad de una ley de cuidados paliativos, antes de acudir a la eutanasia. "Resulta más elegante, más humano y más profesional acabar con el sufrimiento que acabar con la vida".

## Publicaciones
- El niño que se enfadó con la muerte, Madrid, HarperCollins Ibérica S.A., 224 pp., ISBN: 78-8410021877.[6][7]
- Autor de mas de 120 publicaciones  accesibles en ResearchGate.net

## Asociaciones a las que pertenece
- Miembro de Honor de la SECPAL (2014).[8]